# Tityus bahiensis
Tityus bahiensis es una especie de escorpión de la familia Buthidae que se distribuye en Brasil, Colombia y Venezuela. En su veneno se encuentra la tityustoxina.

## Taxonomía
Tityus bahiensis fue descrito por el médico, antropólogo y zoólogo alemán Joseph Anton Maximillian Perty en 1834.